# 母后
母后（ぼこう/ははきさき）は、皇帝・天皇・国王の母親（母である皇后（王妃）・皇太后（王太后））を指す語。欧米の言語では英語: Queen mother、ドイツ語: Königinmutter、フランス語: Reine mère等の名称がある。

## 概要
しばしば皇太后・王太后と同一に用いられる。元々、先の君主の后ではなかった場合も（側室の場合、配偶者が君主でない場合等）子が君主位に就いた後、皇太后・王太后等の称号を受ける場合もある。

## 現在存命中の母后
2023年現在、存命中の母后は以下の10人である。

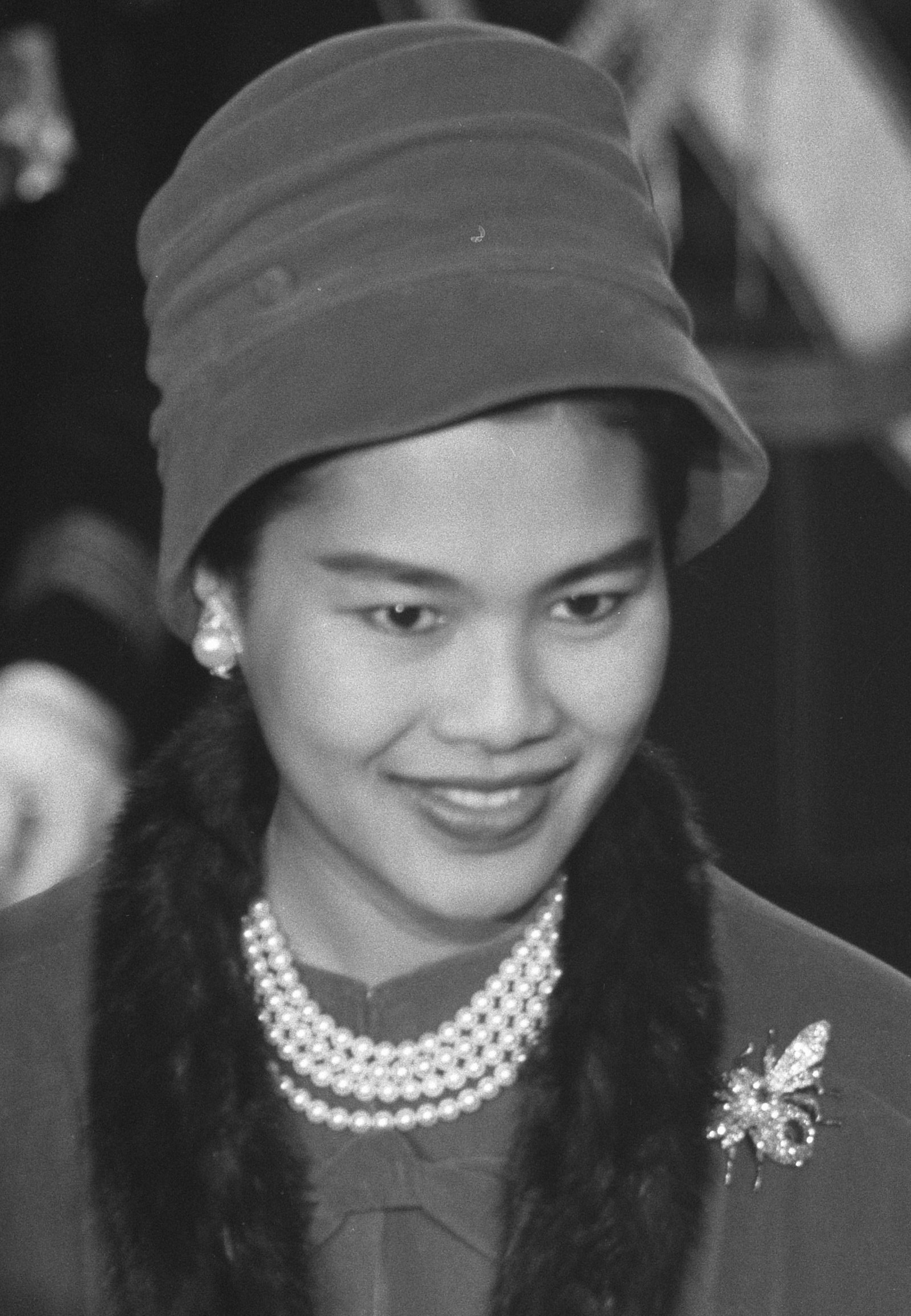
シリキット （在位: 1950年–2016年） 生 元王妃 タイ国王・ラーマ10世の母
上皇后美智子 （在位: 1989年–2019年） 生 元皇后 日本国今上天皇・徳仁の母
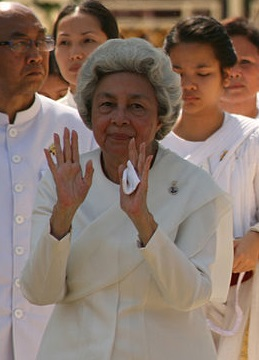
ノロドム・モニニヤット （在位: 1993年–2004年） 生 元王妃 カンボジア現国王・ノロドム・シハモニの母
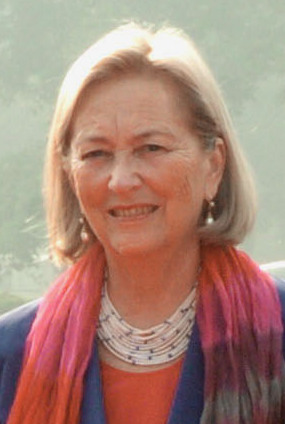
パオラ・ルッフォ・ディ・カラブリア （在位: 1993年–2013年） 生 元王妃 ベルギー現国王・フィリップの母
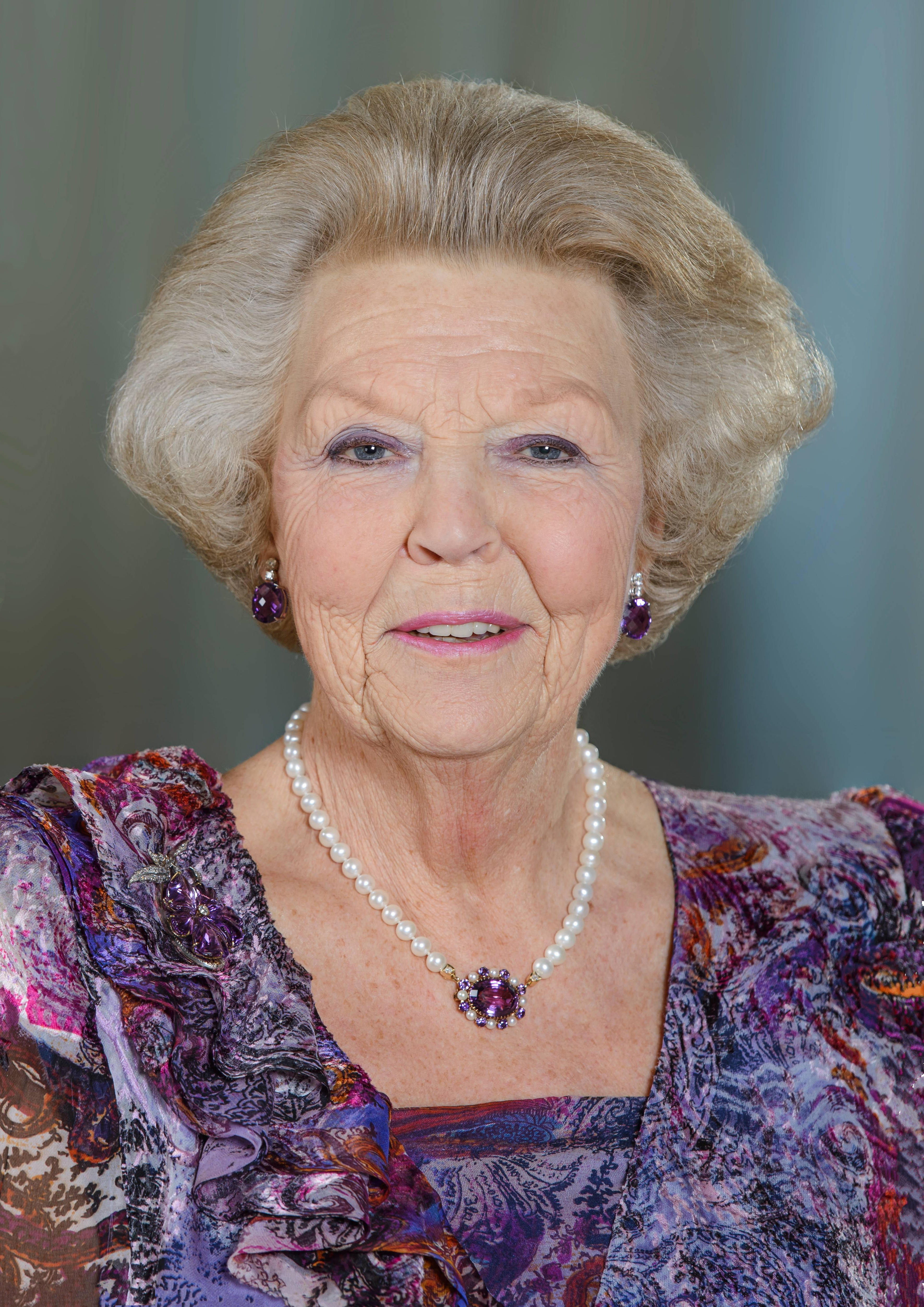
ベアトリクス （在位: 1980年–2013年） 生 前オランダ女王 オランダ現国王・ウィレム＝アレクサンダーの母
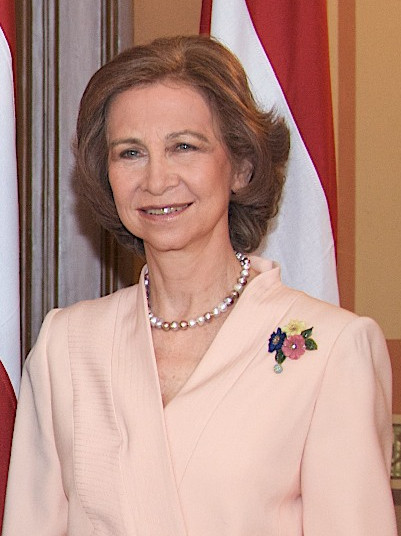
ソフィア （在位: 1975年–2014年） 生 元王妃 スペイン現国王・フェリペ6世の母
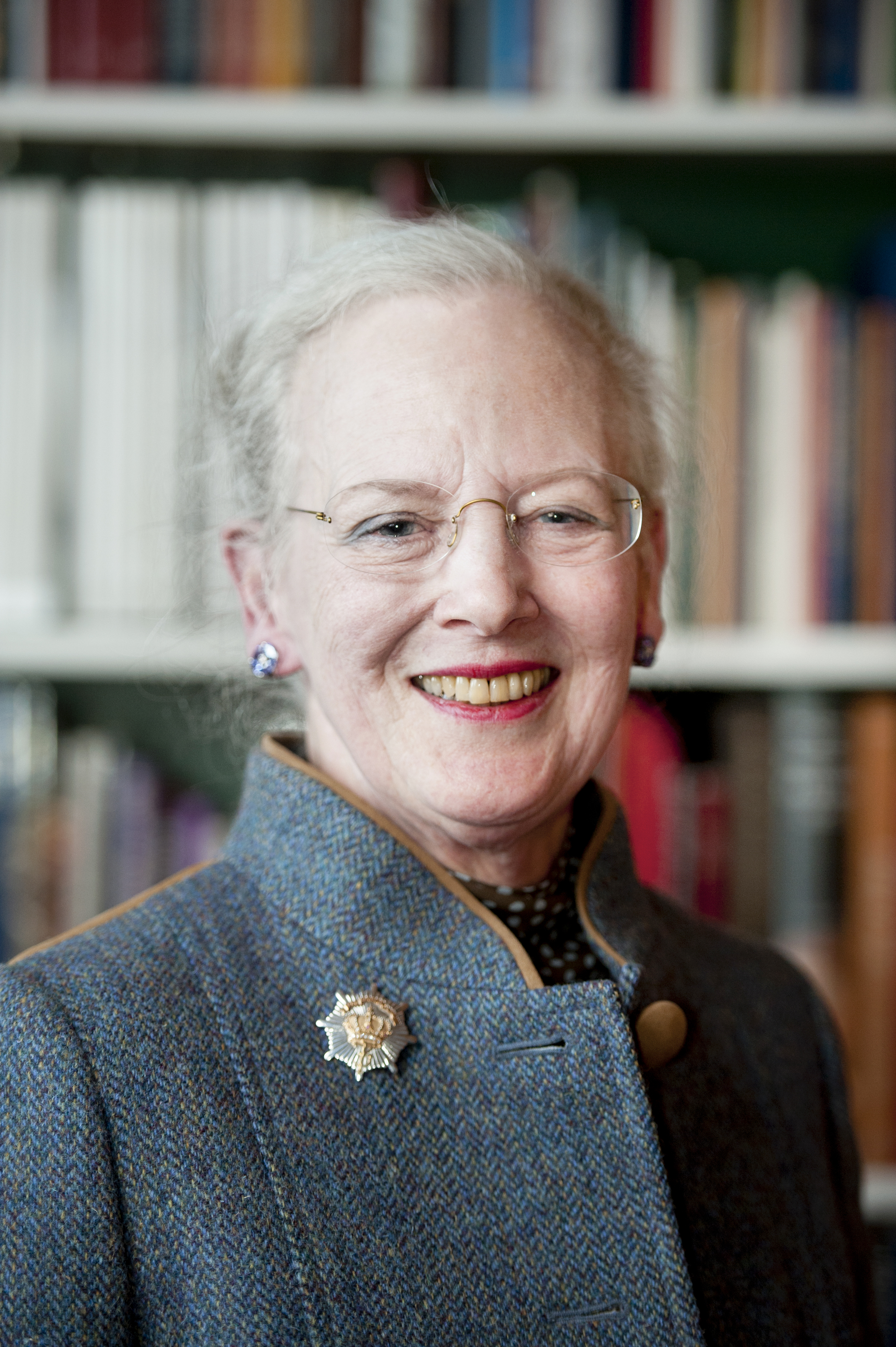
マルグレーテ2世 （在位: 1972年–2024年） 生 元女王 デンマーク現国王・フレゼリク10世の母
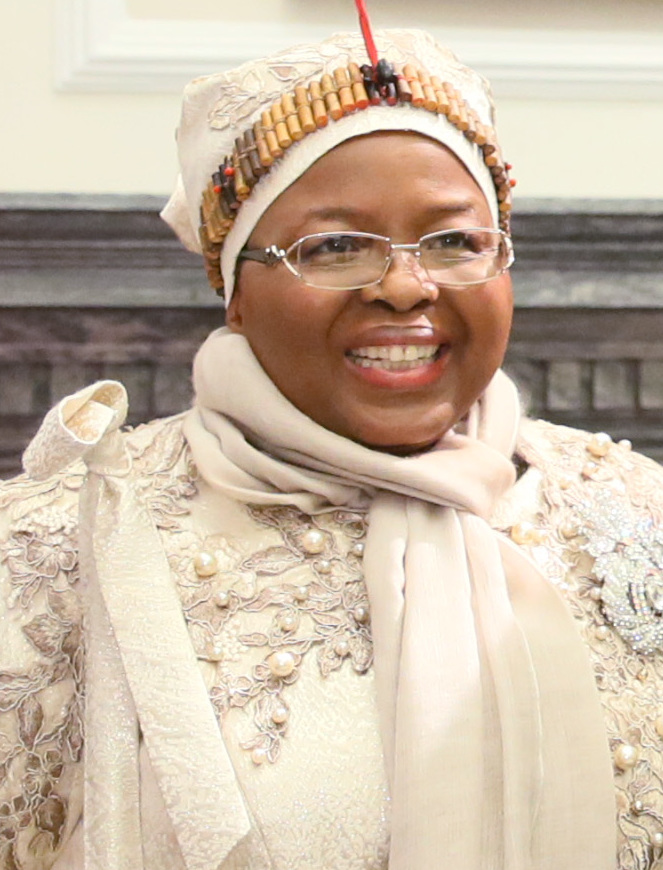
ヌトンビ （在位: 在位日不明–1982年） 生 元王妃 エスワティニ現国王・ムスワティ3世の母
ツェリン・ヤンドン （在位: 1979年–2006年） 生 元王妃 ブータン現国王・ジグミ・ケサル・ナムゲル・ワンチュクの母
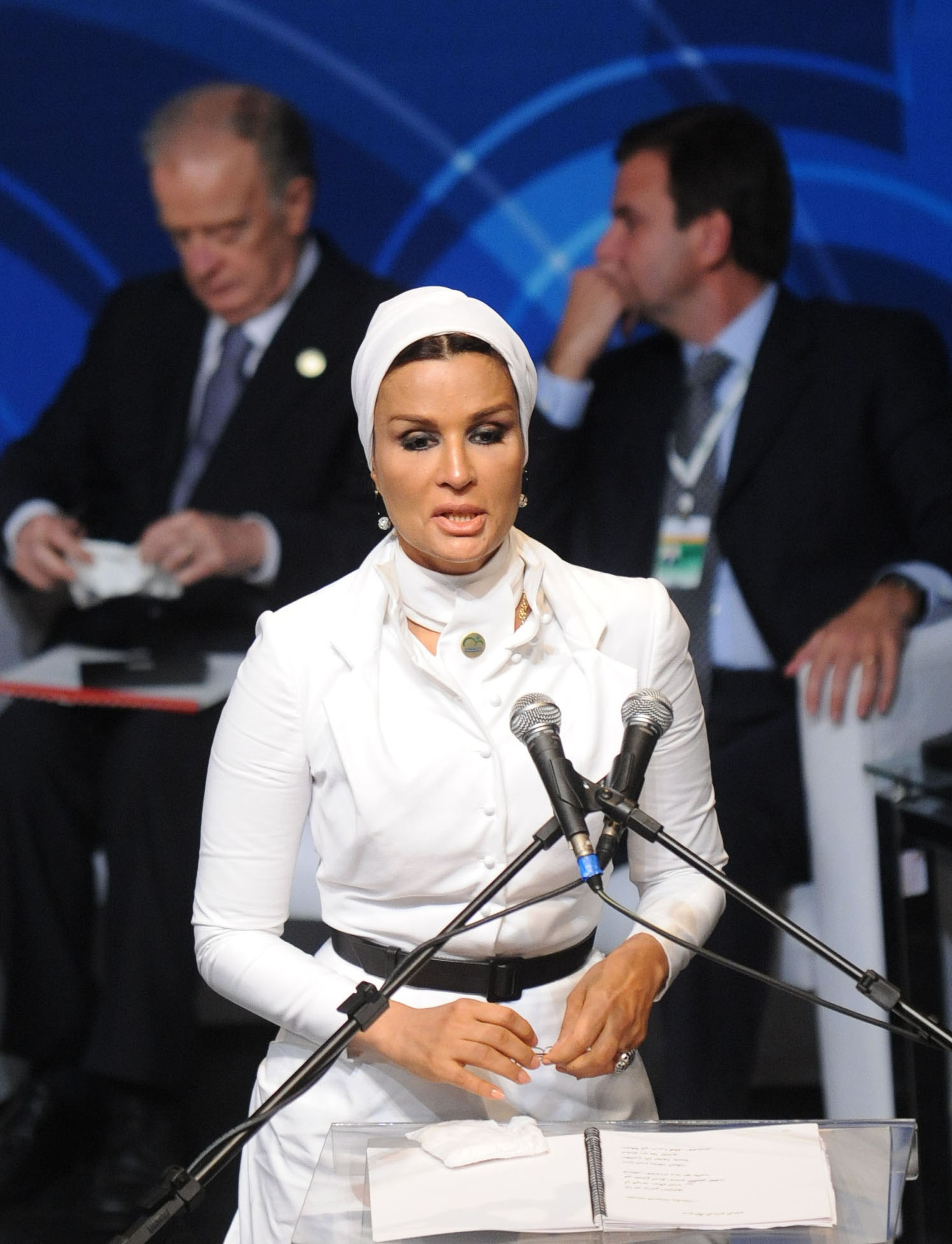
モーザ・ビント・ナーセル・アル＝ミスナド （在位: 1995年–2013年） 生 元首長夫人 カタール現首長・タミーム・ビン・ハマド・アール＝サーニーの母

- シリキット
（在位: 1950年–2016年）
1932年8月12日生
（92年 + 212日）
元王妃
タイ国王・ラーマ10世の母
- 上皇后美智子
（在位: 1989年–2019年）
1934年10月20日生
（90年 + 143日）
元皇后
日本国今上天皇・徳仁の母
- ノロドム・モニニヤット
（在位: 1993年–2004年）
1936年6月18日生
（88年 + 267日）
元王妃
カンボジア現国王・ノロドム・シハモニの母
- パオラ・ルッフォ・ディ・カラブリア
（在位: 1993年–2013年）
1937年9月11日生
（87年 + 182日）
元王妃
ベルギー現国王・フィリップの母
- ベアトリクス
（在位: 1980年–2013年）
1938年1月31日生
（87年 + 40日）
前オランダ女王
オランダ現国王・ウィレム＝アレクサンダーの母
- ソフィア
（在位: 1975年–2014年）
1938年11月2日生
（86年 + 130日）
元王妃
スペイン現国王・フェリペ6世の母
- マルグレーテ2世 
（在位: 1972年–2024年）
1940年4月16日生
（84年 + 330日）
元女王
デンマーク現国王・フレゼリク10世の母
- ヌトンビ
（在位: 在位日不明–1982年）
1949年12月27日生
（75年 + 75日）
元王妃
エスワティニ現国王・ムスワティ3世の母
- ツェリン・ヤンドン（英語版） 
（在位: 1979年–2006年）
1959年6月21日生
（65年 + 264日）
元王妃
ブータン現国王・ジグミ・ケサル・ナムゲル・ワンチュクの母
- モーザ・ビント・ナーセル・アル＝ミスナド（英語版）
（在位: 1995年–2013年）
1959年8月8日生
（65年 + 216日）
元首長夫人
カタール現首長・タミーム・ビン・ハマド・アール＝サーニーの母

## 各国の例

### 日本

#### 古代
藤原宮子は、第42代文武天皇の夫人であり、第45代聖武天皇の生母となった。「皇太夫人」を経て、孫の第46代孝謙天皇が即位した際に「太皇太后」の称号を受けた。以後、平安初期まで「皇太夫人」の称号が用いられた。

#### 近現代
英照皇太后は、第121代孝明天皇の側室であったが、実子ではない第122代明治天皇の「嫡母」とされ、皇后を経ずに皇太后に冊立された（本人の項目を参照）。
一方、柳原愛子は明治天皇の側室で、第123代大正天皇の生母となったが、生前に正二位・逝去に際し従一位の位階に叙されたものの、生前・没後を通じ「皇太后」「皇太夫人」のような称号はない。
大正天皇以降は一夫一妻制の確立もあり、皇后の子が天皇に即位することが続いている。また、1947年（昭和22年）施行の皇室典範（現行）では嫡出性が明文化されたため、庶子は皇族としての身位自体を得られない（身位を参照）。このため、「天皇の生母」は皇后・親王妃・王妃のいずれかであった者となる。

### インド
マハーラージャの未亡人は「ラージマータ」（Rajmata）と呼ばれる。

### オスマン帝国
オスマン帝国前期には、皇帝（スルタン）の男兄弟は殺害され、皇帝の生母が「ヴァリーデ・スルタン」としてハレム（後宮）に影響力を持った。

### ヨーロッパ諸国

#### 英国（イングランド、スコットランド）
エリザベス2世の母エリザベス・ボーズ＝ライアンは、娘と同名であったこともあり「王太后」であった間（1952年-2002年）、「Queen Elizabeth The Queen Mother」として知られた。